# Ступай и не греши (роман)
«Ступай и не греши» — исторический роман Валентина Пикуля, самим автором названный бульварным. Впервые издан в 1990 году в журнале «Молодая гвардия». В 1995 году роман был экранизирован.

## От автора
Роман «Ступай и греши» был написан Валентином Пикулем в двухнедельный срок, по его словам об этом романе: 
Так уж получилось, что после изнурительных и долгих сомнений – писать или не писать, забыть или вспомнить? – я начинаю эту вещь именно 8 марта, который не ахти как волнует наших жён, зачастую униженных, оскорбленных и разгневанных, ибо их жизнь складывается совсем не так, как о ней мечталось...Я писал эту вещь на примере исторических фактов столетней давности, но думается, что вопросы любви и морали в прошлом всегда останутся насущными и для нашего суматошного времени.
О своём произведении автор сказал так:
Всю жизнь я писал военно-патриотические романы, но критики упрямо именовали меня «бульварным писателем»... Наконец я понял, что угодить нашим литературно-газетным зоилам можно лишь одним изуверским способом — написать воистину бульварный роман, дабы их мнение обо мне, как о писателе, полностью подтвердилось[...]

## Сюжет
В основу сюжета романа было положено нашумевшее в 1895 году дело об убийстве симферопольской мещанкой Ольгой Палем своего любовника Александра Довнара. Защитником Ольги в суде выступил известный адвокат того времени Николай Карабчевский. Все факты нашумевшего события того времени Валентин Пикуль взял из дореволюционных архивных документов, протоколов и адвокатских записок.
Родившись в многодетной еврейской семье, Ольга Палем сбежала из отчего дома, так как отец принуждал её выйти замуж за нелюбимого человека. Ольга стала содержанкой богатого старика Станислава Васильевича Кандинского, а потом бросила его ради безумной любви к недостойному её мужчине — студенту Александру Довнару. Ради него Ольга приняла христианство и терпела от него оскорбления, унижения и издевательства. В конце концов, не выдержав унижений и отчаявшись, она убивает его. События этого романа начинаются в Одессе а заканчиваются на берегах Амура. Этот роман стоит перед проблемой решения вопросов любви и человеческих взаимоотношений, которые актуальны и для современного поколения.

## Экранизация
В 1995 году по повести Валентина Пикуля «Ступай и не греши» был снят художественный фильм режиссёра В. С. Панина «Бульварный роман», в роли Ольги Палем сыграла актриса Анна Самохина.